# Vatica borneensis
Vatica borneensis är en tvåhjärtbladig växtart som beskrevs av William Burck. Vatica borneensis ingår i släktet Vatica och familjen Dipterocarpaceae. Inga underarter finns listade i Catalogue of Life.